# Gens Antonia

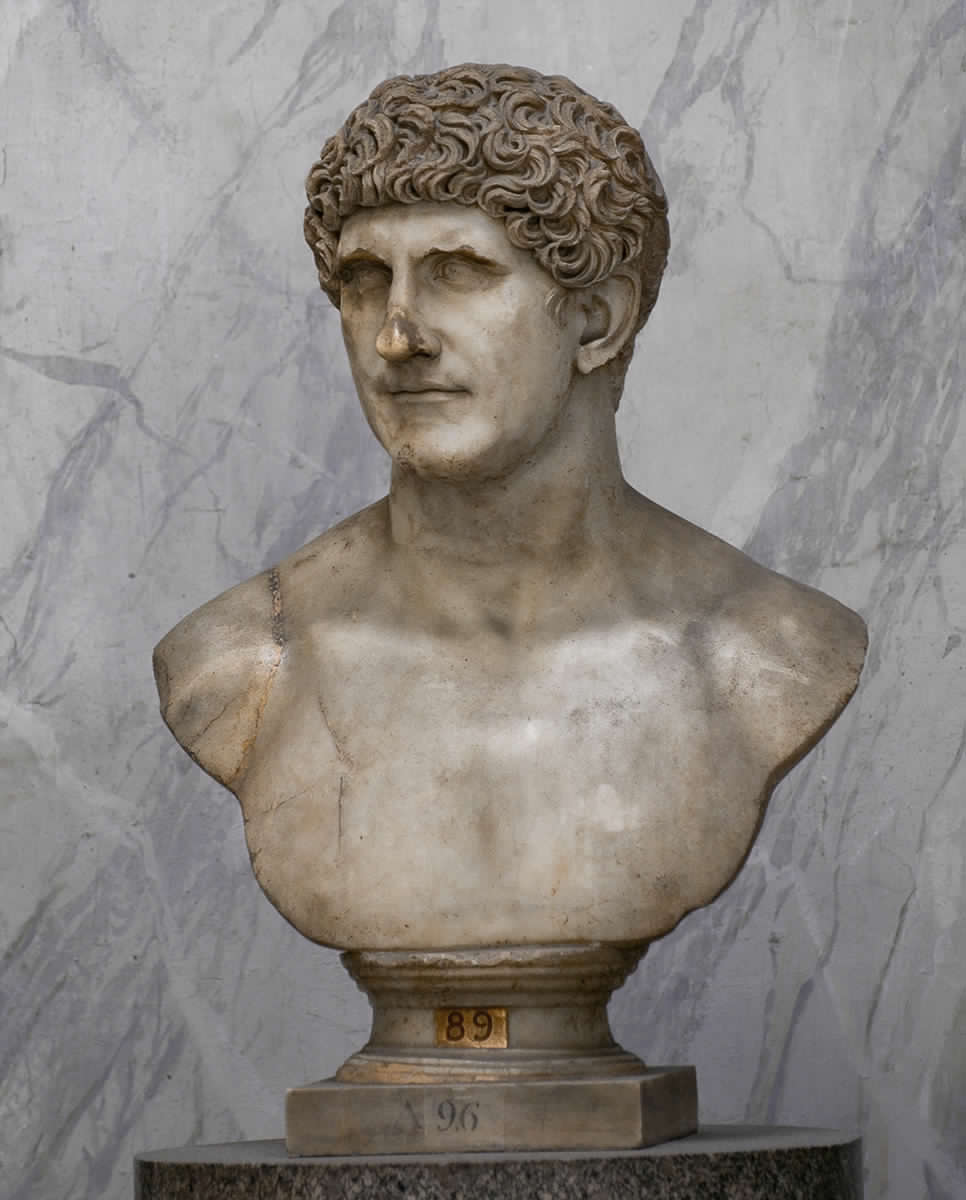
Busto retrato masculino romano de Marco Antonio. Mármol amarillento de grano fino.

La gens Antonia fue un conjunto de familias de la Antigua Roma que compartían el nomen Antonio. La mayoría de sus miembros fue de origen plebeyo, pero en la República temprana se registra una rama patricia. El primero de la gens que logró destacar fue Tito Antonio Merenda, decenviro en los colegios de los años 450 y 449 a. C.

## Origen
Marco Antonio, el triunviro, pretendía que el origen de su familia estaba en Antón, un hijo del semidiós griego Heracles. Se dice que enjaezaba leones a su carro para conmemorar que descendía de este héroe; y muchas de sus monedas llevaban un león por la misma razón.

## Praenominausados
Los Antonios patricios usaron los praenomina Quinto y Tito; la rama familiar de Marco Antonio, Cayo, Lucio y Marco; otros Antonios republicanos, Aulo, Décimo y Quinto; en época imperial se repiten todos los anteriores. Siguiendo una costumbre de la época, Marco Antonio puso a uno de sus hijos el praenomen Julo (que había sido un cognomen usado por la gens Julia en la República temprana) para recordar su descendencia de los Julios: la madre de Marco Antonio fue una Julia.

## Ramas ycognomina
Los Antonios patricios llevaron el cognomen Merenda; excepto por Quinto Antonio Balbo,  todas las ramas de los Antonios plebeyos no usaron cognomina, pero varios miembros de la familia de Marco Antonio recibieron apodos: Orador, Crético, Híbrida y Pietas. En época imperial los cognomina de los Antonios se multiplicaron.